# Горива и смазочни материали
Горивата и смазочните материали (съкратено ГСМ) представляват група промишлени продукти (по произход главно нефтопродукти).
Предназначени са за използване от моторни превозни средства - основно от автотранспорта, както и в други сфери с използване на МПС: строителство, промишленост, селско стопанство и пр.
Включват няколко групи продукти:
- горива - бензин, дизелово гориво, пропан-бутан и пр.,
- смазочни материали – масла (моторни, трансмисионни и специални) и смазки,
- специални течности – спирачни и (охладителни).